# Palazzo Larderel
A Palazzo Larderel (Via Tornabuoni 19.) palota Firenze történelmi központjában.

## Leírása
A palota 1580-ban készült Giovanni Antonio Dosio tervei alapján a Giacomini család számára. Késő reneszánsz stílusban épült meg, magán viseli a firenzei manierizmus stílusjegyeit is. Az ablakkeretek és párkányok kiképzése, az arányok harmóniája alapján a késői reneszánsz egyik legszebb, jellegzetes firenzei palazzójának tartják. 1839-ben, a Giacomini család kihalásával a Boni család, majd 1839-ben a névadó Francesco de Larderel vásárolta fel. 

## Kapcsolódó szócikk
- Firenze palotáinak listája